# Dorje Drak
Dorje Drak (signifie "Le Rocher indestructible") est un monastère Nyingmapa fondé en 1632 par Rigzin Ngagi Wangpo dans la région du Kham au Tibet. Il a été détruit durant l'invasion chinoise du Tibet et la révolution culturelle, puis partiellement reconstruit depuis 1984.
Cette importante institution nyingmapa a été reconstitué en Inde sous le nom de Thubten E-vam Dorjey Drag à Shimla, dans l'Himachal Pradesh.
Le détenteur du trône actuel est Taklung Tsetrul Rinpoché des écoles Taklung Kagyu et Nyingmapa du Bouddhisme tibétain.